# Sinagoga Mare din Hârlău
Sinagoga Mare din Hârlău este un lăcaș de cult evreiesc din orașul Hârlău, localizat pe strada Mușatinilor nr. 5. Ea a fost construită în perioada 1814-1815.

## Comunitatea evreiască din Hârlău

### Situația comunității până în 1918
După tradiție, primii evrei s-au stabilit la Hârlău încă din vremea lui Ștefan cel Mare (1457-1504). La Curtea domnească de la Suceava era un medic evreu, Șmil din Hârlău, care îl trata de gută. La începutul secolului al XVIII-lea, domnitorii Moldovei au acordat înlesniri de taxe unor meseriași evrei care au sosit la Hârlău din Galiția și Podolia; unul dintre ei era și bijutierul domnitorului Grigore al II-lea Ghica (1735-1739).
Domnitorul Grigore Callimachi a acordat unui evreu, printr-un hrisov din 30 martie 1768, o licență de a construi o fabrică de sticlă și o fabrică de hârtie cu 60 de angajați, scutind de taxe pe trei meseriași de etnie evreiască. El le-a permis evreilor din Hârlău să-și construiască o casă de rugăciune și o baie rituală. În 1829, Divanul Moldovei a informat că evreii din Hârlău, născuți în țară, sunt scutiți de obligația de a furniza alimente armatei, dar trebuie să livreze alcool trupelor.
Principala ocupație a evreilor din Hârlău era negustoria, dar existau și meseriași (croitori, cizmari sau potcovari). Ca urmare a dezvoltării comerțului, comunitatea evreiască din oraș a crescut numeric. Astfel, dacă în 1803 erau 784 locuitori evrei, în 1838 numărul lor crescuse la 1.008 (și pe fundalul sosirii de evrei din Basarabia și Bucovina) și în 1859 la 1.389.
La sfârșitul secolului al XIX-lea a crescut numărul manifestărilor antisemite din Hârlău. Pe acest fundal, jumătate din evreii din localitate au emigrat între anii 1899-1900 către alte țări, în special în America, apoi către Palestina otomană. Dinamica comunității din această perioadă stă mărturie în acest sens: 2.254 evrei (adică 56,6% din populație) - 1886, 2.718 (adică 59,9%) - 1899 și doar 2.023 - 1913 (49,6%).

### Perioada interbelică
În perioada interbelică, evreii au participat la viața politică; în anul 1930, în Consiliul local au fost aleși 4 evrei, printre care și rabinul local. Conform recensământului din 1930, în Hârlău locuiau 4.097 persoane, dintre care 2.032 evrei, reprezentând 48,6% din populația localității. 
Venirea la putere în anul 1937 a Guvernului Goga-Cuza a dus la elaborarea de legi cu caracter antisemit care au determinat o serie de persecuții la adresa evreilor: ei erau bătuți pe stradă, siliți să țină prăvăliile deschise de Șabat etc.

### Al Doilea Război Mondial
În iunie 1940, noile legi adoptate de guvernul Ion Gigurtu au prevăzut confiscarea proprietăților, expulzarea din școli și din funcțiile publice a persoanelor de etnie evreiască și interzicerea medicilor evrei să trateze pacienți de alte etnii.
În timpul Statului Național-Legionar, primarul Hârlăului a fost cizmarul Ion Bulfan. În acea perioadă au fost arestați mai mulți evrei sub acuzația că ar fi comuniști, iar magazinele evreiești au fost confiscate de către Garda de Fier. Persecuțiile s-au accentuat, unii evrei fiind trimiși în lagăre de muncă, iar liderul comunității, Yosif Lozner, a fost ucis. Evreilor li s-a interzis să se roage în sinagogi, iar aceștia se întâlneau în secret în casele lor particulare pentru a se ruga. Școlile evreiești au fost confiscate, iar copiii au fost nevoiți să învețe în clădirea Sinagogii Mari.
După rebeliunea legionară din ianuarie 1941, noul primar (dr. Agapie) și noul șef al poliției (Simu) i-au protejat pe evrei de persecuții în schimbul unei sume de bani date lor de către evrei. Ei au reușit să-i salveze pe evrei de la deportare, printre cei care i-au ajutat pe evrei fiind și preoții Constantinescu și Ștefănescu, precum și membrii familiilor boierești Ghica-Deleni și Polizu-Micșunești.
Conform datelor recensământului din 1941, din cei 3.755 locuitori ai Hârlăului un număr de 1.736 erau evrei (46,2% din populație). În 1942 numărul evreilor din localitate scăzuse la aproximativ 1.300.

### Decăderea comunității după al Doilea Război Mondial
În anul 1948 comunitatea evreilor din Hârlău avea un număr de 1.936 membri (adică 46,4% din populația de 4.172 persoane a localității), înregistrându-se o ușoară creștere datorită venirii unor refugiați din Ștefănești, Frumușica și Lespezi. Între anii 1948-1951 aproape toți evreii din Hârlău au emigrat în noul stat Israel, în oraș rămânând doar puțini locuitori de etnie evreiască. La începutul anului 1949 mai rămăseseră în oraș doar 600 evrei, comunitatea locală fiind din ce în ce mai îmbătrânită.
Numărul evreilor a scăzut an de an: 200 de membri (1960), 160 membri (1970), 100 membri (1980), pentru ca la recensănântul din 1992 să se declare evrei doar 12 persoane. Unul dintre membrii comunității, croitorul Haim Ițic (1906-2007), originar din Podu Iloaiei, a îndeplinit funcția de președinte al Sfatului Popular al orașului Hârlău (1959-1964), apoi, o bună bucată de vreme, pe cea de președinte al Cooperației Meșteșugărești.
În prezent, comunitatea evreiască din Hârlău are două cimitire evreiești: unul vechi de 200 ani și unul mai nou, pus în funcțiune în jurul anului 1900.
Printre membrii comunității evreiești din Hârlău sunt de menționat jurnalistul Horia Carp (1869-1945), fost senator și secretar general al Comunității Evreilor din București în perioada interbelică, Michel Landau (1895-1976), fost deputat în Parlamentul României și director al Loteriei Naționale a Israelului, dr. W. Abeles (n. 1903), director general al Organizației Sănătății din Ierusalim și ambasador al Israelului în Columbia (1960-1963) și Costa Rica, dramaturgul Mihail Davidoglu (1910-1987) și prof.dr. Carol Iancu (n. 1946), istoric francez contemporan.

## Activitatea religioasă

### Sinagogi
La sfârșitul secolului al XIX-lea existau în Hârlău cinci sinagogi, printre care și Sinagoga Mare (construită la începutul secolului). Comunitatea dispunea de o brutărie care producea pâine nedospită (matza), o baie rituală, un abator și o școală de Talmud Tora.
Printre rabinii comunității evreiești din Hârlău au fost Haim Itzhak Aizikson (născut la Hârlău în anii '80 ai secolului al XVIII-lea și decedat la 72 ani; a fost un cunoscut rabin hasidic), Israel Aizikson (fiul lui Haim Itzhak Aizikson, născut în jurul anului 1840; a desfășurat o bogată activitate sionistă, călătorind la Paris în 1882 pentru a-l convinge pe baronul Rothschild să doneze bani pentru înființarea în Eretz Israel a unei așezări pentru evreii din județele Dorohoi și Botoșani), Menachem Nachum Buchner și familia de rabini Rabinovitz (bunicul Yosef, tatăl Meir și fiul Mendel; ultimul dintre ei a fost rabin între anii 1916-1944).
În prezent, singura sinagogă existentă în oraș este Sinagoga Mare, care mai funcționează încă.

### Sinagoga Mare
Sinagoga Mare din Hârlău a fost construită în perioada anilor 1814-1815, după cum atestă o inscripție aflată pe clădirea locașului de cult. Pe scara de piatră a balconului se află o placă cu motive decorative iudaice, printre care și doi lei. Între cei doi lei se află inscripția "תקעה" semnificând anul evreiesc "5575", care se suprapune peste perioada 15 septembrie 1814 - 4 octombrie 1815 din calendarul creștin. Mai jos, se află o altă inscripție în limba ebraică și anume: "ועשו לי מקדש ושכנתי בתוכם", transliterată "Veasu li mikdaș veșehanti betoham". Acest citat reprezintă un pasaj din Tora în care Dumnezeu îi poruncește lui Moise: "Să-Mi faci locaș sfânt și Eu voi locui în mijlocul lor" (Ieșirea, 25:8).
Lăcașul de cult are cinci încăperi, iar sala mare are picturi realizate de Șloima Mendel în anul 1924. Sinagoga Mare avea în aron hakodeș ("Arca Sfântă") 50 de suluri ale Torei.
În timpul celui de-al doilea război mondial, soldații ruși au tras cu mitraliera în interiorul sinagogii.
La începutul secolului al XXI-lea, Sinagoga din Hârlău se afla într-o stare de degradare. Președintele comunității evreiești locale, Sifra Corbici, afirma că a găsit aici cărți vechi putrezite care au fost îngropate în cimitir. În primul deceniu al secolului, mica obște evreiască (care avea în anul 2008 numai 19 persoane) a reușit cu mari eforturi să strângă bani pentru renovarea sinagogii. A fost stopată degradarea rapidă a lăcașului de cult, acesta fiind menținut în stare de funcționare. Cu toate acestea, pictura murală se află într-o stare avansată de degradare, necesitând intervenții imediate.
În lista sinagogilor din România publicată în lucrarea "Seventy years of existence. Six hundred years of Jewish life in Romania. Forty years of partnership FEDROM – JOINT", editată de Federația Comunităților Evreiești din România în anul 2008, se preciza că Sinagoga din Hârlău era încă în funcțiune.

## Imagini

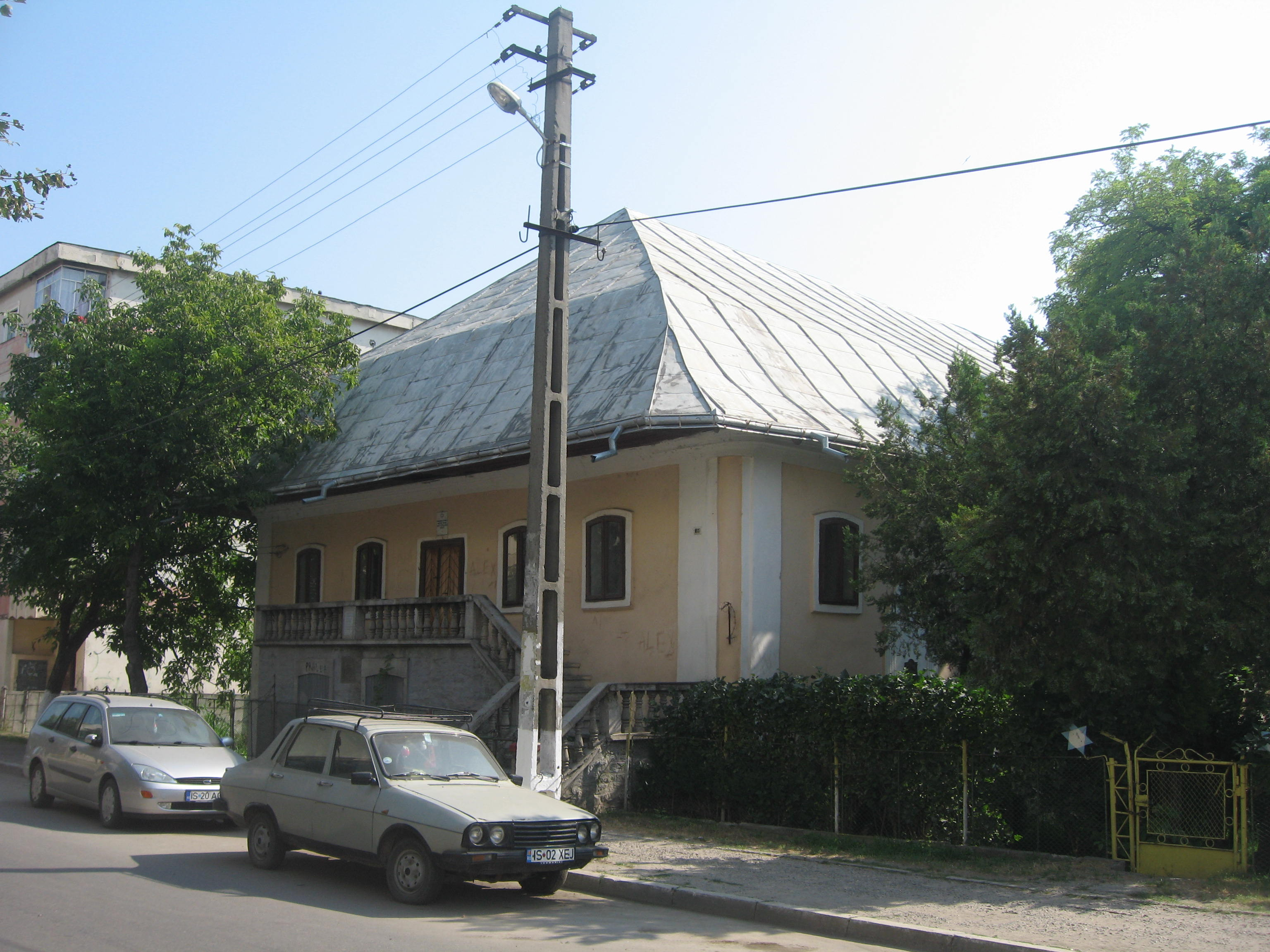
Sinagoga Mare din Hârlău
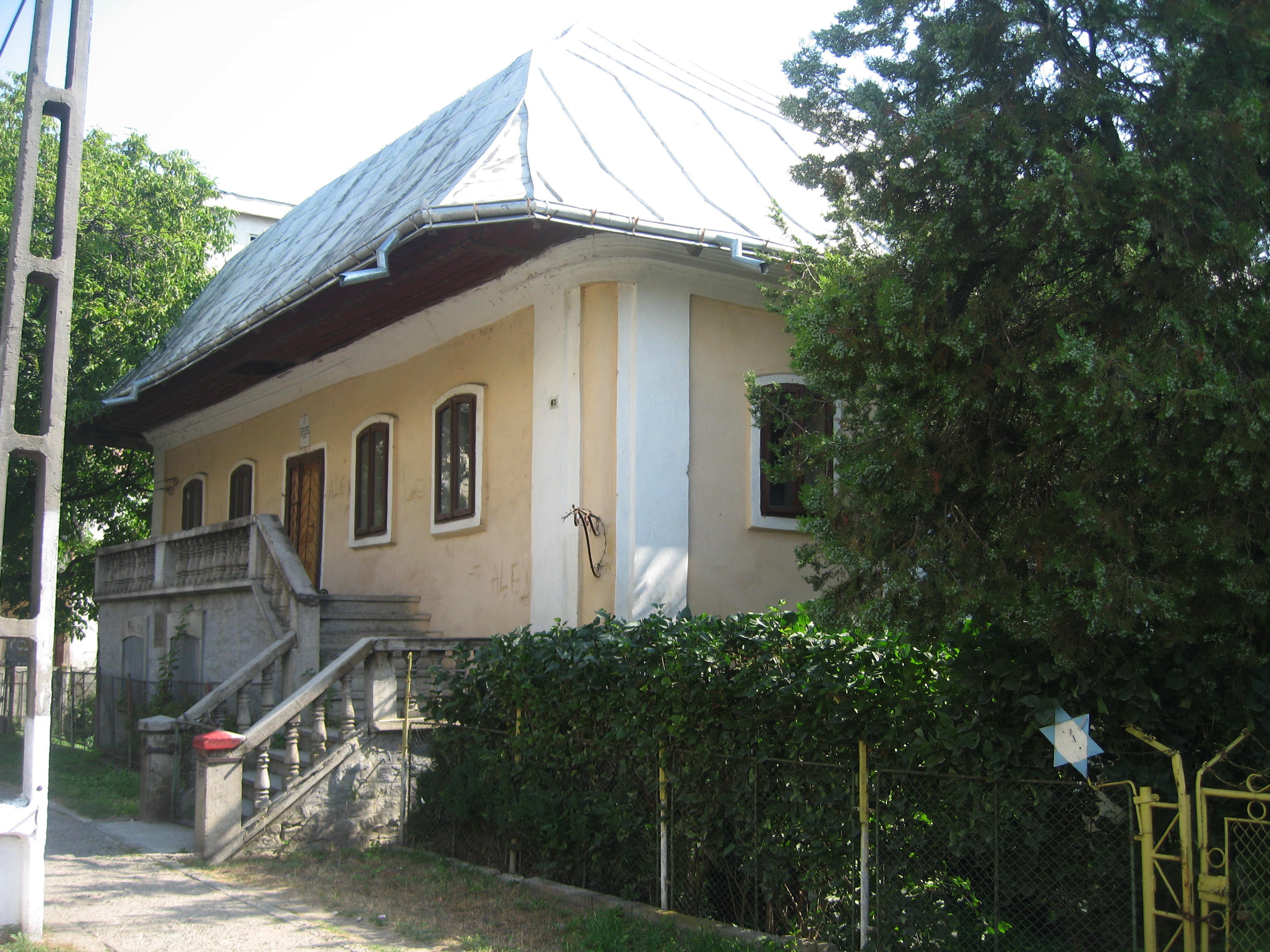
Sinagoga Mare din Hârlău
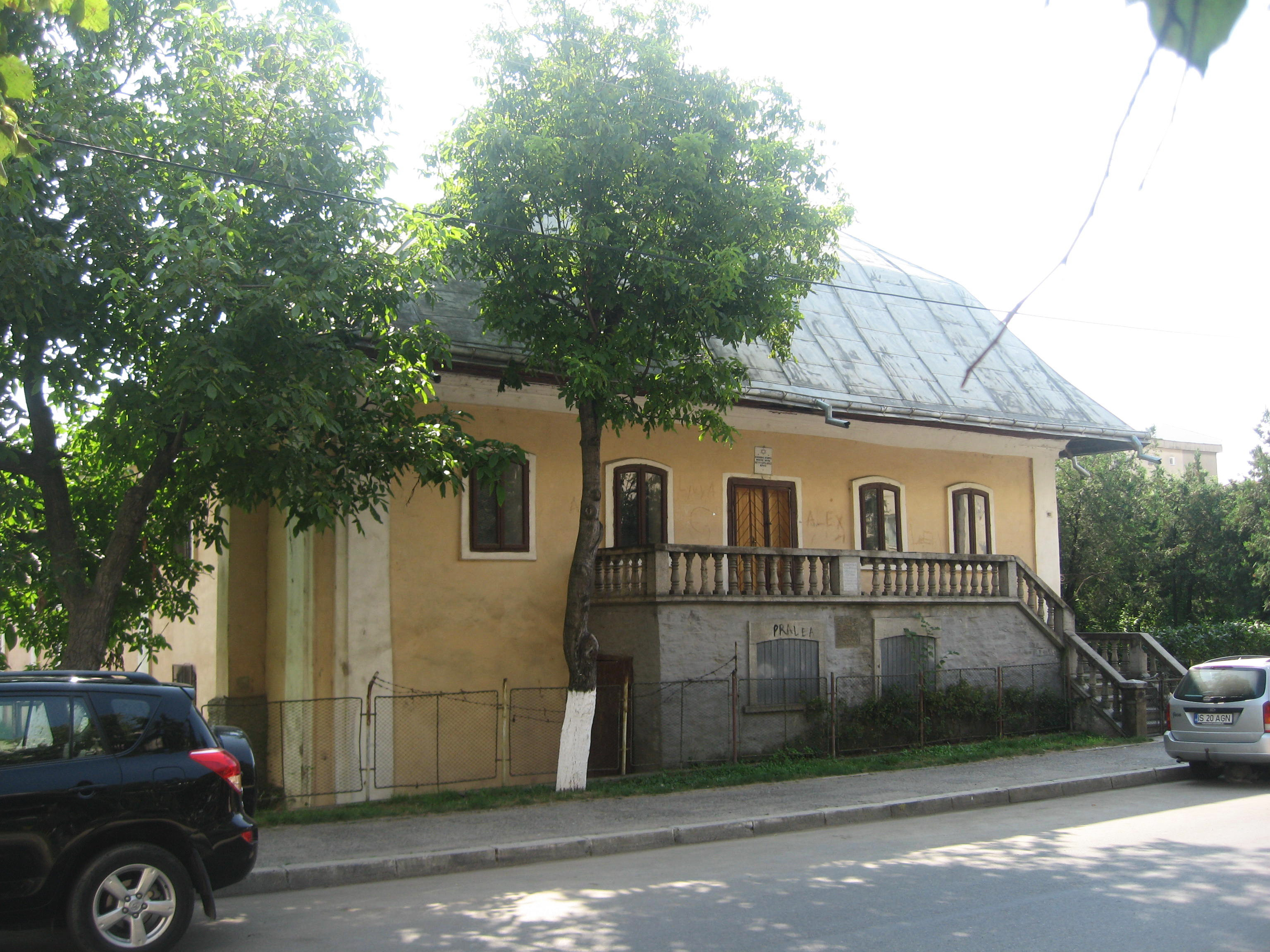
Sinagoga Mare din Hârlău
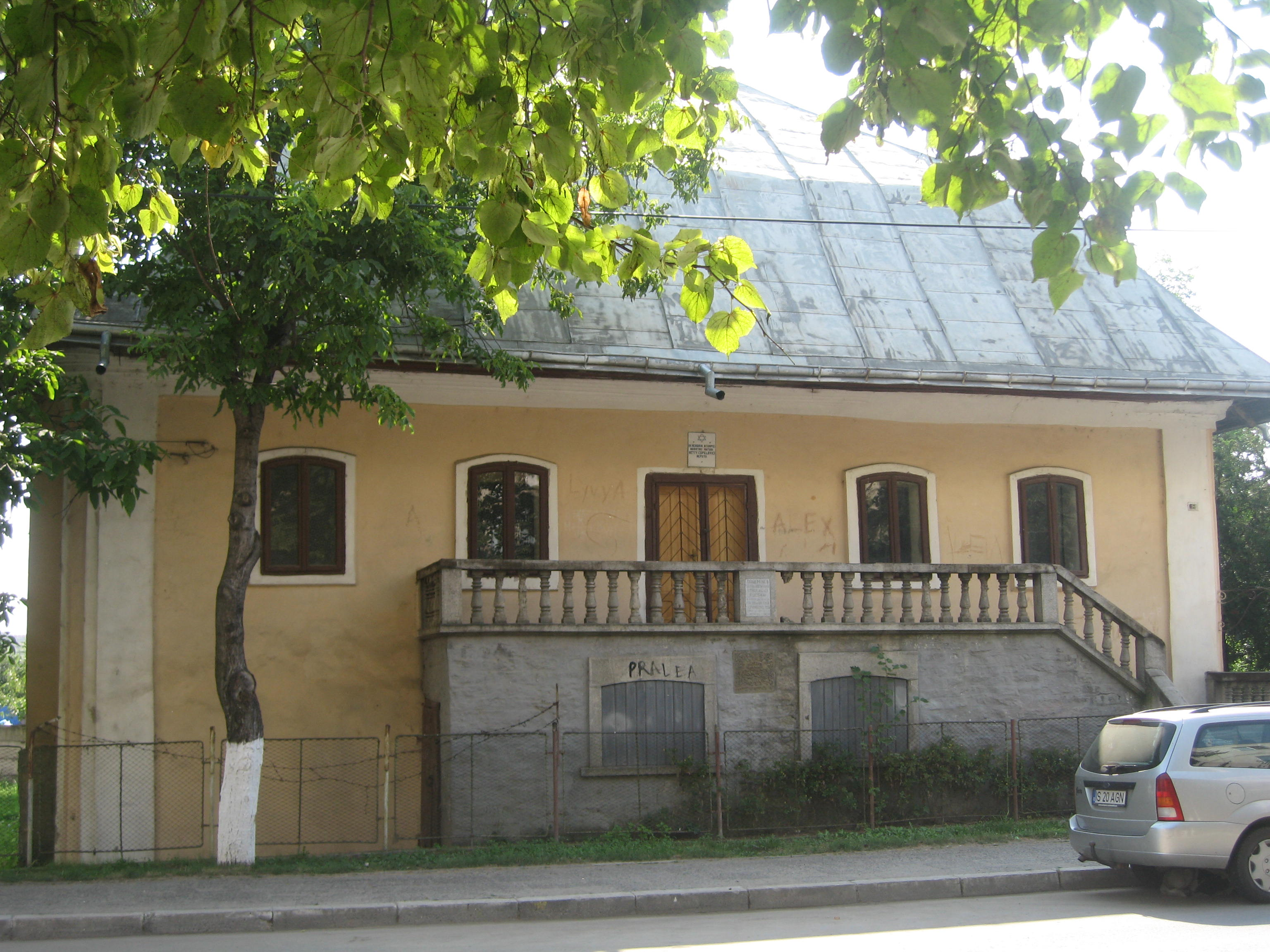
Sinagoga Mare din Hârlău
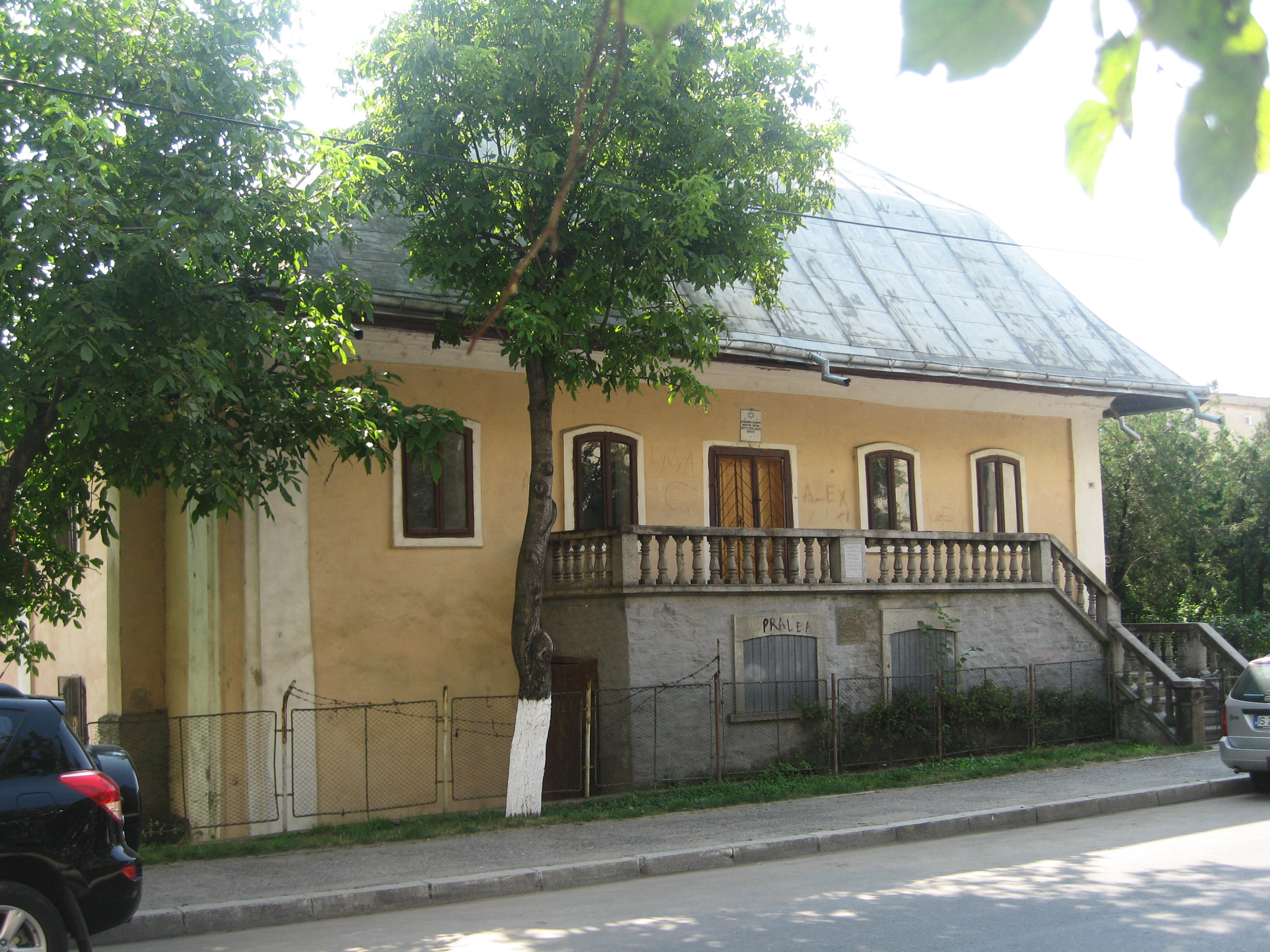
Sinagoga Mare din Hârlău
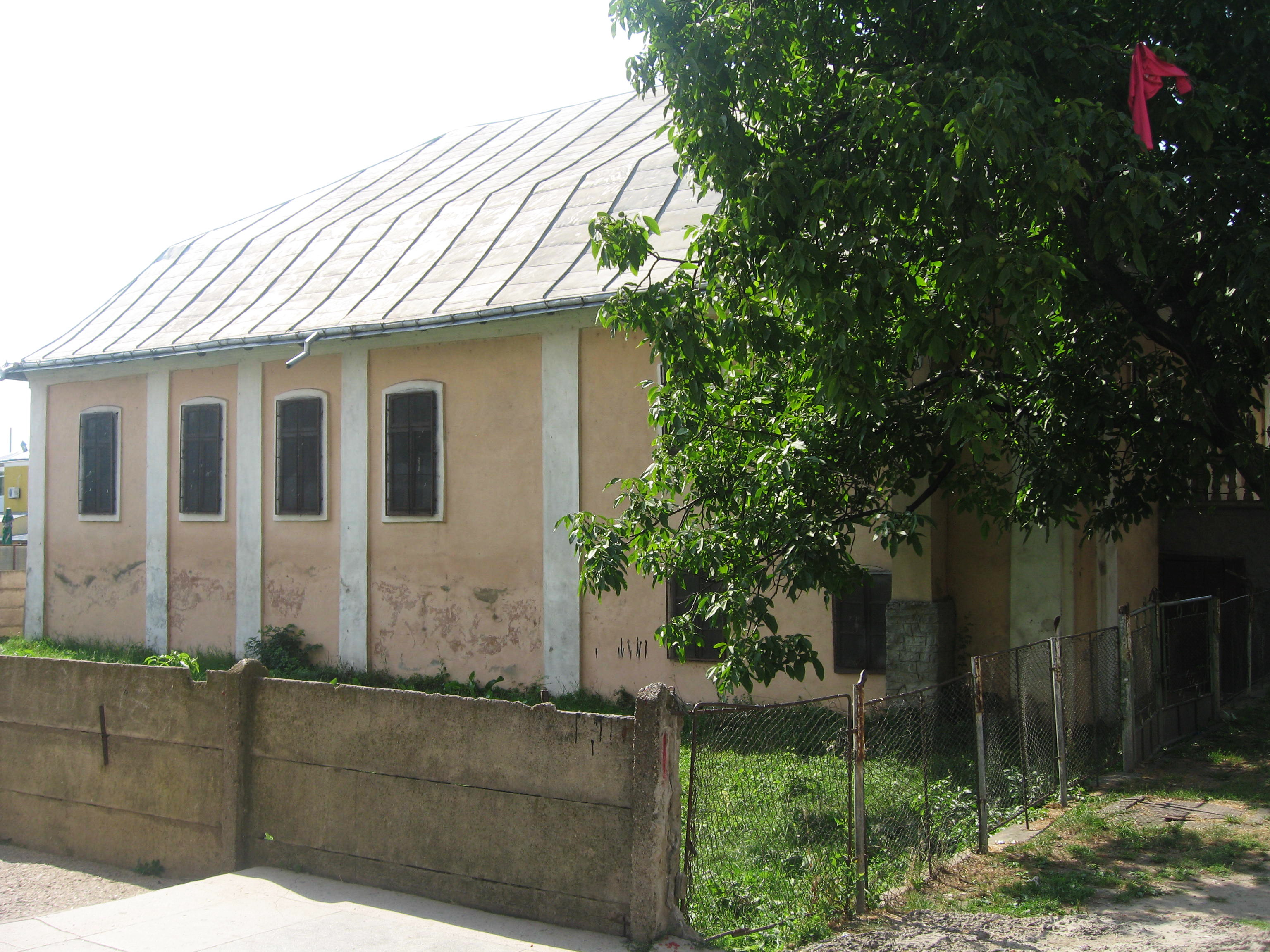
Sinagoga Mare din Hârlău
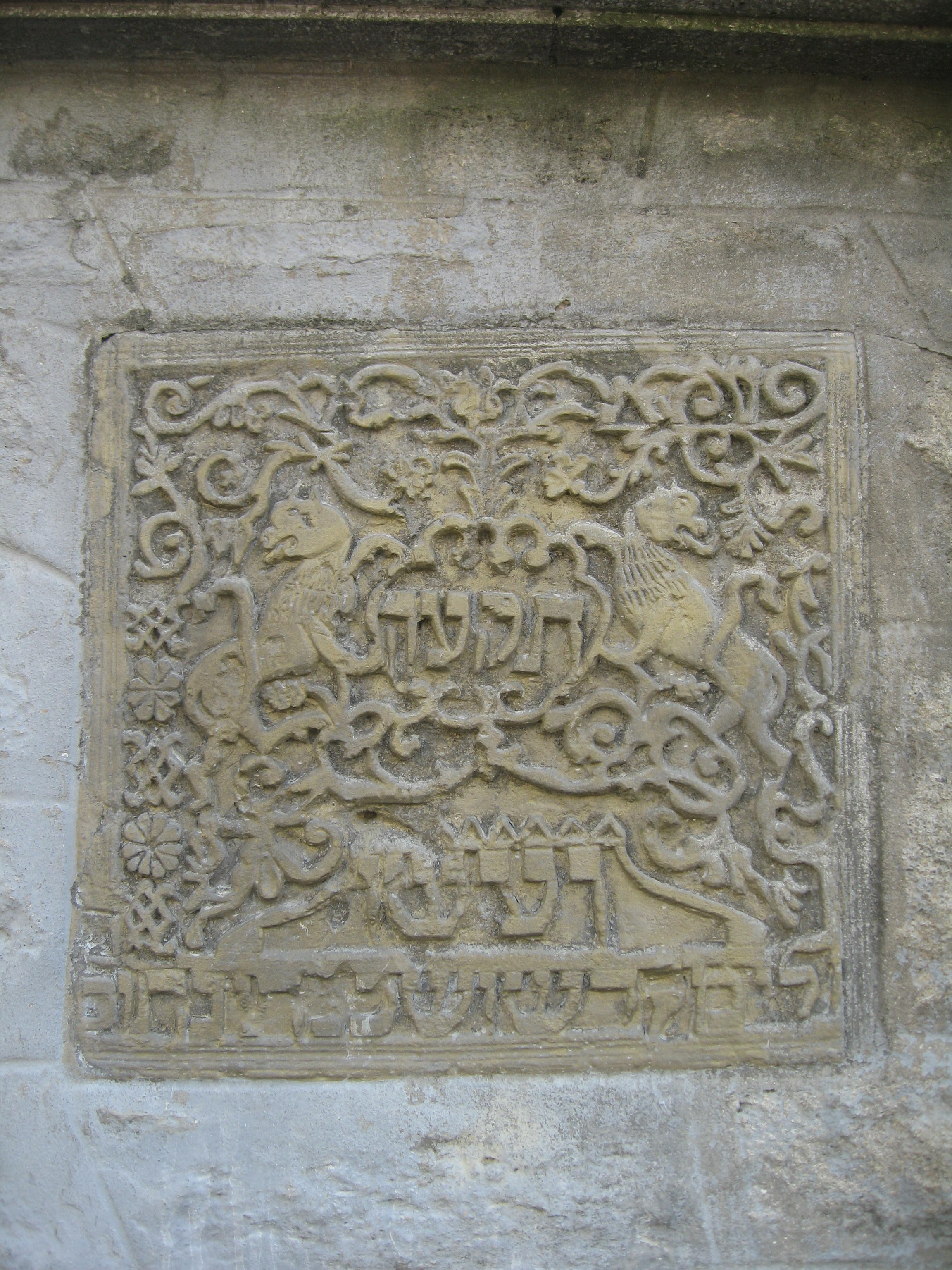
Sinagoga Mare din Hârlău
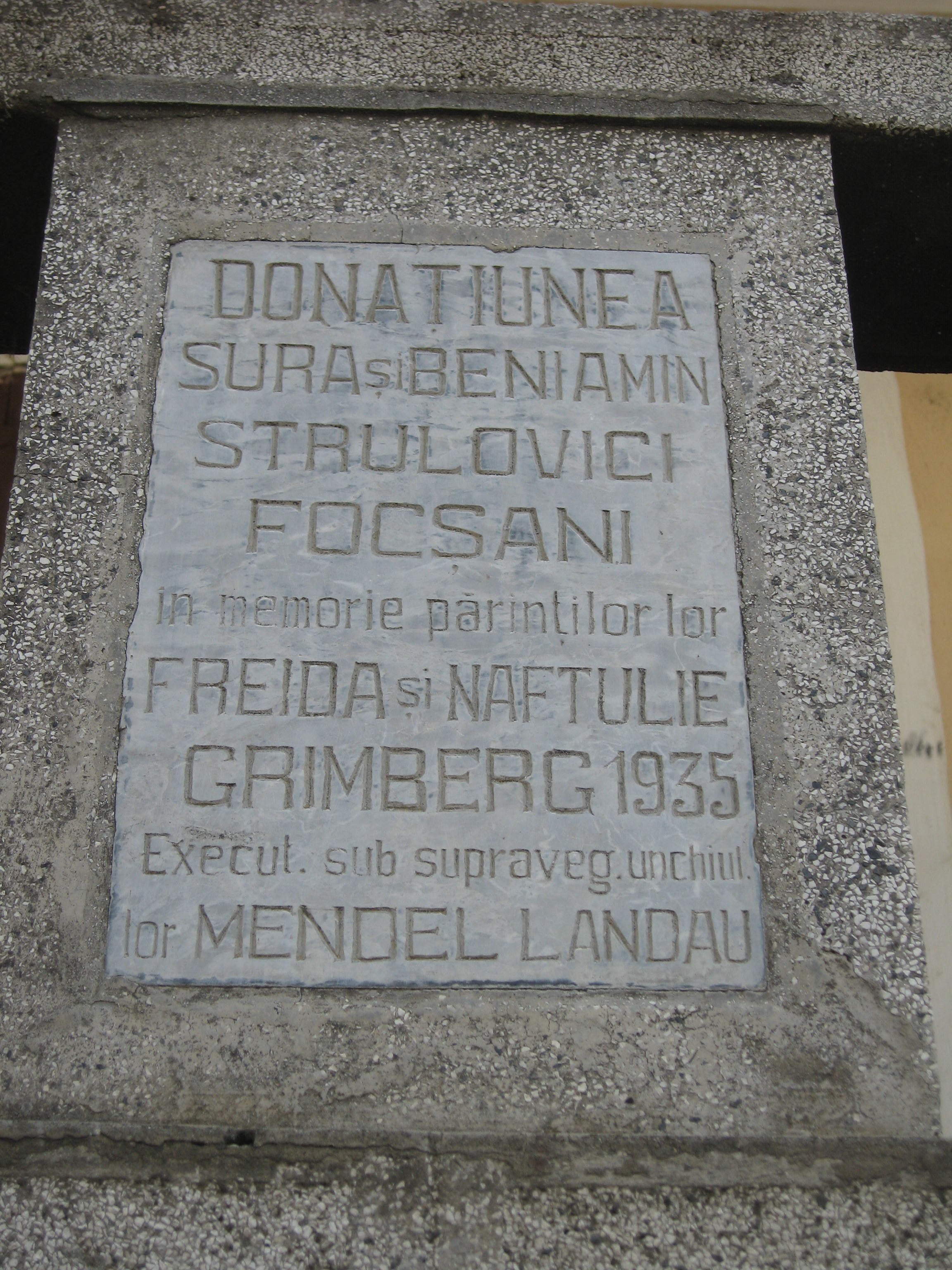
Sinagoga Mare din Hârlău - placă memorială
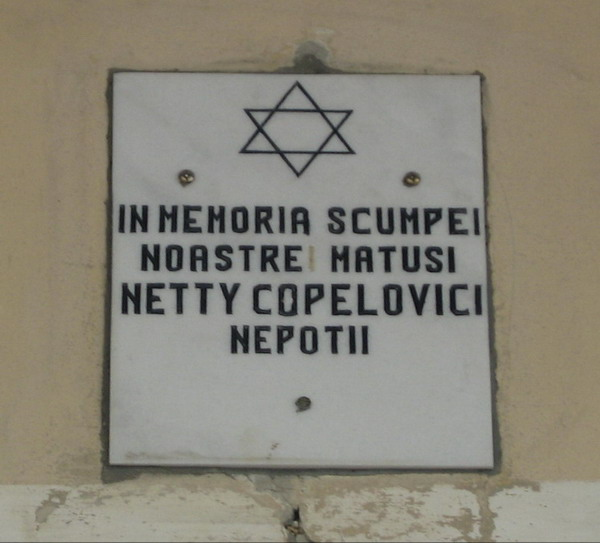
Sinagoga Mare din Hârlău - placă memorială